# ناشناختگان
ناشناختگان (نام علمی: Agnostidae) نام یک تیره از رده تریلوبیت است.